# Шпак, Валерий Григорьевич
Вале́рий Григо́рьевич Шпак (род. 10 августа 1944, п. Суетиха, Иркутская область) — советский и российский физик, член-корреспондент РАН. Специалист в области создания и применения малогабаритных сильноточных импульсных систем. Лауреат Государственной премии РФ в области науки и техники.

## Биография
- Окончил Томский государственный университет систем управления и радиоэлектроники
- Заведующий лабораторией Электронных ускорителей.
- Член-корреспондент по Отделению физико-технических проблем энергетики (энергетика) с 30 мая 1997 г.
- Директор Института электрофизики УрО РАН с 1999 года.